# Jed Prentice
Jed Prentice es un deportista estadounidense que compitió en piragüismo en la modalidad de eslalon. Ganó dos medallas de oro en el Campeonato Mundial de Piragüismo en Eslalon, en los años 1989 y 1991.

## Palmarés internacional
| Campeonato Mundial | Campeonato Mundial          | Campeonato Mundial | Campeonato Mundial |
| Año                | Lugar                       | Medalla            | Competición        |
| ------------------ | --------------------------- | ------------------ | ------------------ |
| 1989               | Río Savage (Estados Unidos) | Medalla de oro     | C1 por equipos     |
| 1991               | Tacen (Yugoslavia)          | Medalla de oro     | C1 por equipos     |